# نيكول كوست
ولدت نيكول كوست في 6 ديسمبر 1971 وهي مضيفة طيران سابقة في شركة اير فرانس.خلال سنة 1997 وحتي اواخر 2002 أو بداية 2003 كانت علي علاقة بالأمير البرت الثاني أمير موناكو وام ابنه غير الشرعي الكسندر كوست الذي ولد في اغسطس 2003. لدييها أيضا إبنان أخران من زواج سابق. اعترف الأمير البرت في 6 يوليو 2005 أنه والد الطفل الكسندر.